# SanoSat-1

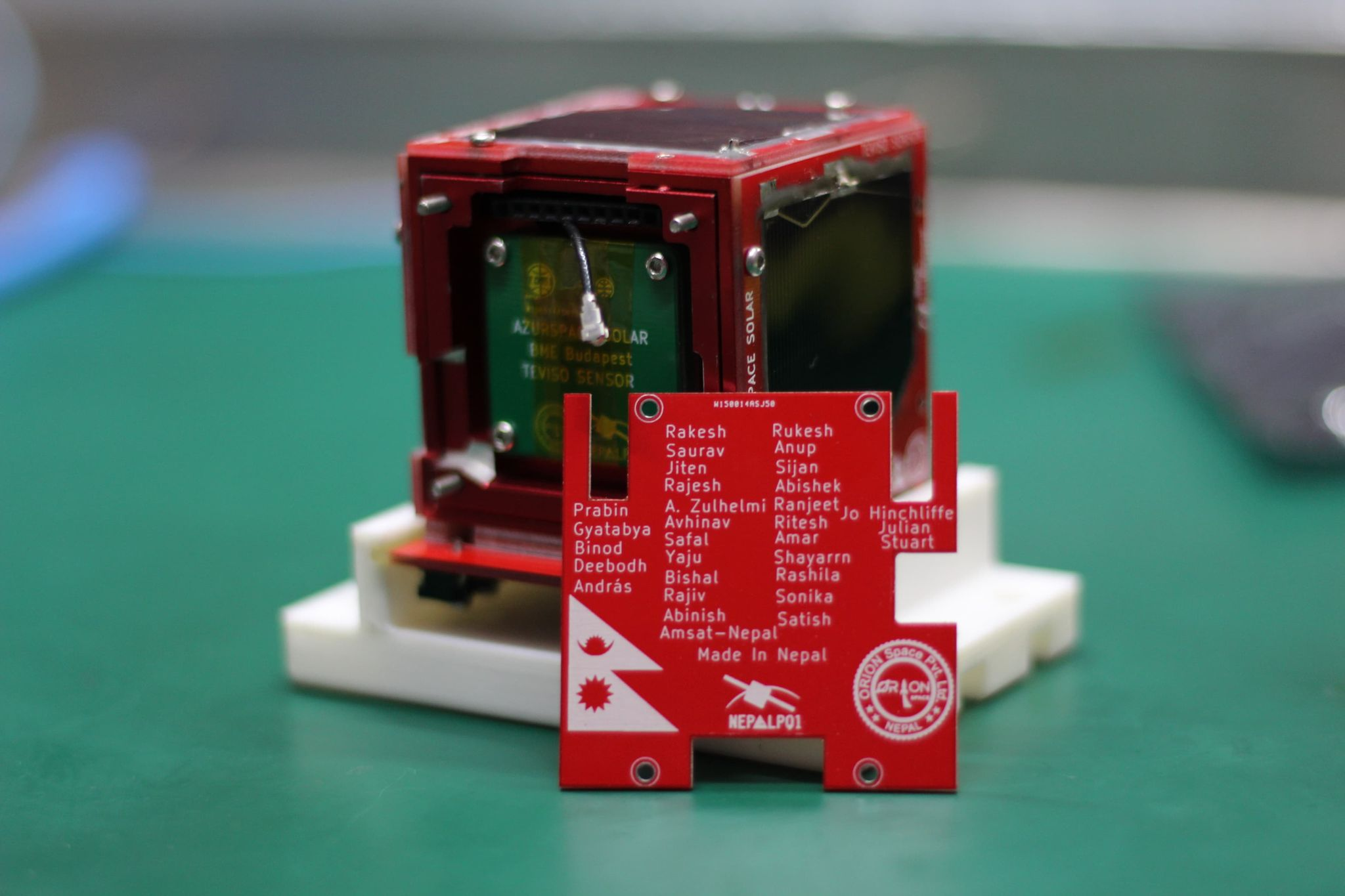
Nepal PQ-1 mit Liste der Beitragenden

SanoSat-1, auch Nepal PQ-1, Nepal-OSCAR 116, NO-116 (Rufzeichen AM9NPQ), ist ein nepalesischer Amateurfunk- und Technologieerprobungssatellit. Sano bedeutet auf Nepalesisch „klein“. SanoSat-1 ist ein 1-P-PocketQube, der in Nepal vom Unternehmen ORION Space in Zusammenarbeit mit AMSAT-Nepal und AMSAT-EA gebaut wurde. Der Satellit trägt einen Strahlungssensor zur Messung der Intensität von Beta- und Gammastrahlung und verfügt über eine digitale Repeaterfunktion. Die Entwicklung und der Betrieb wurde mit Open Source Technologie umgesetzt.

## Mission
Der Satellit wurde am 13. Januar 2022 vom Space Launch Complex 40 in Florida gestartet. Erste Telemetrie konnte am 14. Januar 2022 empfangen werden. Am 27. Februar 2022 wurde durch den OSCAR-Nummer-Koordinator der AMSAT-NA die Bezeichnung Nepal-OSCAR-116 bzw. NO-116 verliehen.

## Frequenz
Die Frequenz wurden von der IARU koordiniert.
- Downlink: 436,235 MHz (CW, RTTY und GFSK)
- Rufzeichen: AM9NPQ